# Mancomunitat del Racó d'Ademús
La Mancomunitat del Racó d'Ademús és una mancomunitat de municipis que engloba tots els que constitueixen la comarca del mateix nom. Aglomera 7 municipis i 2.461 habitants (2014), en una extensió de 370,50 km². Actualment la mancomunitat és presidida per Domingo Antón Lázaro, regidor de l'ajuntament de Cases Baixes.
Les seues competències són:
- Agricultura
- Cartells indicatius
- Defensa del medi ambient
- Esports
- Extinció d'incendis
- Gabinet administratiu
- Gestió tributària
- Higiene
- Indústria
- Mercats
- Salubritat
- Serveis socials
- Turisme
- Urbanisme

Els pobles que formen la mancomunitat són:
- Ademús
- Cases Altes
- Cases Baixes
- Castellfabib
- la Pobla de Sant Miquel
- Torre Baixa
- Vallanca